# Yves Lampaert
Yves Lampaert (Izegem, 10 de abril de 1991) es un ciclista profesional belga que desde 2015 corre para el equipo Soudal Quick-Step de categoría UCI WorldTeam.
Su primer gran éxito como profesional llegó en la Vuelta a España 2017 en la que ganó la segunda etapa con final en Gruissan y se vistió de líder por un día. Cinco años después se impuso en la etapa inaugural del Tour de Francia 2022, una contrarreloj en Copenhague, y también fue maillot amarillo de la prueba.

## Palmarés
2013
- Gran Premio Van de Stad Geel

2014
- Arnhem-Veenendaal Classic

2015
- Tres Días de Flandes Occidental, más 1 etapa
- 2.º en el Campeonato de Bélgica Contrarreloj

2016
- 2.º en el Campeonato de Bélgica Contrarreloj

2017
- A través de Flandes
- Campeonato de Bélgica Contrarreloj
- 1 etapa de la Vuelta a España

2018
- A través de Flandes
- 3.º en el Campeonato de Bélgica Contrarreloj
- Campeonato de Bélgica en Ruta

2019
- 1 etapa de la Vuelta a Suiza
- 2.º en el Campeonato de Bélgica Contrarreloj
- 2.º en el Campeonato Europeo en Ruta
- Tour de Eslovaquia

2020
- Tres Días de Brujas-La Panne

2021
- Campeonato de Bélgica Contrarreloj
- 1 etapa de la Vuelta a Gran Bretaña

2022
- 1 etapa de la Vuelta a Bélgica
- 2.º en el Campeonato de Bélgica Contrarreloj
- 1 etapa del Tour de Francia

2024
- 1 etapa de la Vuelta a Suiza

## Resultados

### Grandes Vueltas
| Carrera | Carrera         | 2013 | 2014 | 2015 | 2016  | 2017  | 2018 | 2019  | 2020 | 2021 | 2022  | 2023  | 2024  |
| ------- | --------------- | ---- | ---- | ---- | ----- | ----- | ---- | ----- | ---- | ---- | ----- | ----- | ----- |
|         | Giro de Italia  | —    | —    | —    | —     | —     | —    | —     | —    | —    | —     | —     | —     |
|         | Tour de Francia | —    | —    | —    | —     | —     | 80.º | 133.º | —    | —    | 119.º | 104.º | 125.º |
|         | Vuelta a España | —    | —    | —    | 113.º | 136.º | —    | —     | —    | —    | —     | —     | —     |

—: no participa

Ab.: abandono

### Clásicas y Campeonatos
| Carrera                 | Carrera                 | 2013 | 2014  | 2015  | 2016 | 2017 | 2018 | 2019 | 2020  | 2021 | 2022  | 2023 | 2024  | 2025 |
| ----------------------- | ----------------------- | ---- | ----- | ----- | ---- | ---- | ---- | ---- | ----- | ---- | ----- | ---- | ----- | ---- |
| Omloop Het Nieuwsblad   | Omloop Het Nieuwsblad   | —    | —     | —     | —    | 97.º | 36.º | 7.º  | 2.º   | 56.º | 72.º  | 71.º | 21.º  | 51.º |
| Kuurne-Bruselas-Kuurne  | Kuurne-Bruselas-Kuurne  | —    | 4.º   | 72.º  | —    | 83.º | 12.º | 5.º  | 52.º  | 68.º | 76.º  | 76.º | 27.º  | 69.º |
| Strade Bianche          | Strade Bianche          | —    | —     | —     | Ab.  | —    | —    | 11.º | —     | —    | —     | —    | —     | —    |
|                         | Milán-San Remo          | —    | —     | —     | —    | —    | —    | 66.º | —     | 54.º | —     | 20.º | —     | —    |
| E3 Saxo Classic         | E3 Saxo Classic         | Ab.  | 36.º  | 21.º  | —    | —    | 17.º | 18.º | X     | 13.º | —     | 16.º | 28.º  | —    |
| A Través de Flandes     | A Través de Flandes     | 37.º | 27.º  | 17.º  | —    | 1.º  | 1.º  | 8.º  | X     | 4.º  | 27.º  | —    | 131.º | 19.º |
| Gante-Wevelgem          | Gante-Wevelgem          | —    | Ab.   | —     | —    | 49.º | 20.º | 77.º | 7.º   | 14.º | 39.º  | 67.º | 56.º  | 51.º |
|                         | Tour de Flandes         | —    | Ab.   | 24.º  | —    | 36.º | 29.º | 17.º | 5.º   | 17.º | 30.º  | 41.º | 18.º  | 38.º |
| Scheldeprijs            | Scheldeprijs            | 84.º | —     | 111.º | —    | —    | —    | —    | 153.º | —    | —     | —    | —     | 94.º |
|                         | París-Roubaix           | —    | 108.º | 7.º   | —    | 82.º | 28.º | 3.º  | X     | 5.º  | 10.º  | 24.º | 36.º  | 28.º |
| Flecha Brabanzona       | Flecha Brabanzona       | —    | —     | Ab.   | —    | —    | —    | —    | —     | 40.º | —     | —    | —     |      |
| Cyclassics Hamburg      | Cyclassics Hamburg      | —    | —     | —     | —    | —    | —    | 63.º | X     | X    | 108.º | 6.º  | —     |      |
| Bretagne Classic        | Bretagne Classic        | —    | —     | —     | —    | —    | —    | —    | —     | —    | —     | —    | Ab.   |      |
| Gran Premio de Quebec   | Gran Premio de Quebec   | —    | —     | 68.º  | —    | —    | —    | —    | X     | X    | —     | —    | —     |      |
| Gran Premio de Montreal | Gran Premio de Montreal | —    | —     | 64.º  | —    | —    | —    | —    | X     | X    | —     | —    | —     |      |
| París-Tours             | París-Tours             | —    | —     | 6.º   | —    | 7.º  | 73.º | —    | —     | —    | —     | —    | —     |      |
| Mundial en Ruta         | Mundial en Ruta         | —    | —     | —     | —    | —    | —    | 32.º | —     | 61.º | 48.º  | 44.º | —     |      |
| Mundial Contrarreloj    | Mundial Contrarreloj    | —    | —     | 31.º  | 7.º  | 23.º | —    | 48.º | —     | —    | 9.º   | —    | —     |      |
| Europeo en Ruta         | Europeo en Ruta         | X    | X     | X     | —    | —    | —    | 2.º  | —     | —    | —     | 17.º | —     |      |
| Europeo Contrarreloj    | Europeo Contrarreloj    | X    | X     | X     | 6.º  | —    | 4.º  | 7.º  | —     | —    | —     | 9.º  | —     |      |
| Bélgica en Ruta         | Bélgica en Ruta         | Ab.  | 5.º   | Ab.   | 13.º | 8.º  | 1.º  | 10.º | 21.º  | 12.º | 22.º  | 51.º | 47.º  |      |
| Bélgica Contrarreloj    | Bélgica Contrarreloj    | 5.º  | —     | 2.º   | 2.º  | 1.º  | 3.º  | 2.º  | —     | 1.º  | 2.º   | —    | —     |      |

—: no participa

Ab.: abandono